# فوچرباخ
فوچرباخ رودخانه‌ای در تیرول کشور اتریش است.
طول فوچرباخ ۱۲٫۳۰ کیلومتر (۷٫۶۴ مسافت) است، در کوه‌های آلپ استوبای در ارتفاع ۲۲۰۰ متری (۷۲۰۰ فوت) سرچشمه می‌گیرد. در جهت شمالی به روستای سلرین می‌ریزد و از سمت راست به ملاخ می‌رود، آب دارای کیفیت درجه A/B است.